# Damascus (Arkansas)
Pour les articles homonymes, voir Damas (homonymie).
Damascus est une ville située à cheval entre les comtés de Van Buren et de Faulkner en Arkansas, aux États-Unis. Elle comptait 382 habitants au recensement de 2010.

## «Accident de Damascus»
Le 19 septembre 1980, après une fuite accidentelle de l'un de ses réservoirs de propergols, un missile balistique intercontinental LGM-25 C Titan II porteur d'une tête nucléaire explose au nord de Damascus dans son puits de lancement, au sein du complexe de lancement 374-7 dans le comté de Van Buren qui contenait alors dix-huit silos à missile, gérés par la 308e escadre de missiles stratégiques du Strategic Air Command. La tête nucléaire a été expulsée hors du puits lors de l'explosion puis retrouvée le lendemain à proximité ; ses dispositifs de sécurité ont empêché l'explosion nucléaire et l'émission de matières radioactives.

## Démographie
| 1970 | 1980 | 1990 | 2000 | 2010 | - |
| ---- | ---- | ---- | ---- | ---- | - |
| 255  | 307  | 246  | 306  | 382  | - |